# 星际弹球之失落的世界：再袭击
《星际弹球之失落的世界：再袭击》（简称失落的世界：再袭击或失落的世界：重装上阵，又称迷失的世界：重装迷阵），是美国Reflexive Enertainment公司继《星际弹球之终极弹球》和《星际弹球之失落的世界》之后，第三款所制作的打砖块系列游戏。该游戏在2004年10月发布于Windows平台。

## 概述
该游戏虽然与星际弹球之失落的世界的界面很容易混淆，但是比星际弹球之失落的世界的游戏不同的是，该游戏都是全新的关卡，而且场景是摆脱了以前几作都是每10关就切换一次场景的情况；而关卡不再设置为固定的160关，且都有不同的关卡集合。这款游戏开放了关卡下载和更新，以及开放用户制作的关卡分享功能。